# Acnephalum cylindricum
Acnephalum cylindricum är en tvåvingeart som beskrevs av H. Oldroyd 1974. Acnephalum cylindricum ingår i släktet Acnephalum och familjen rovflugor.
Artens utbredningsområde är Namibia. Inga underarter finns listade i Catalogue of Life.